# オーダーク
オーダーク（グリーンランド語: Oodaaq、Oodap Qeqertaaとも）はグリーンランド北部に位置する砂礫の塊である。地球上で最北の陸地とも考えられている。浅い海底を氷山が抉ったことにより形成されたとも言われているが、近辺の海氷の移動は確認されておらず、仮に氷山が成因である場合遠い昔に形成されたことになる。 オーダークは1993年と2003年に航空機より確認されており、2005年と2006年には衛星写真にも捉えられている。

## 位置
オーダークは北緯83度40分 西経30度40分 / 北緯83.667度 西経30.667度に位置する。北極点からの距離はわずか705kmであり、カフェクルベン島より1,360m北にある。発見時点の大きさは、15 × 8 mであった。
1978年、ウフィ・ピーターソン率いるデンマークの調査チームが、カフェクルベン島がグリーンランド北端よりさらに北に位置することを確認するためにヘリコプターで降り立った際、その陸地よりさらに1,300m北の海原の中に陸地らしきものを発見した。調査チームはその後ヘリコプターにてその岩礁に着陸し、後にロバート・ピアリーと北極点探検を共にしたイヌイットの名前に因み「オーダーク」と名付けた。
このような砂礫の塊の多くは一時的なもので、浸食作用により容易に瓦解するため、通常「地球上で最も北にある陸地」とは見なされない。その後の調査では、オーダークは既に海面下に沈んだとの報告もなされている。
この他にも、いくつもの地点が「最北の陸地」の候補として挙げられている。2001年7月、テレサ・ベーカー、ジョン・ジャンシック、ケン・ツェルプスト率いる探検プロジェクト「the Return to the Top of the World Expedition（ATOWexpedition）」は、それ以前に発見された島であるATOW1996を再度確認し、恒久的に存在する最北の陸地だと結論づけている 。
1998年には、ピーター・スカフテによって航空偵察中に撮影された写真に、さらに北の地点に存在する小島が捉えられている。2003年の7月には、ピーター・スカフテ、マラ・ボランド、デニス・シュミット他3人の探検チームが、溶けつつある海氷を伝いその小島まで踏破した。カフェクルベン島の北端よりさらに北3km地点に位置し、
海氷が溶け出したことにより、幅35m、高さ4mほどの大きさの砂礫の塊として姿を見せていた。その後、ケン・ツェルプストは2008年にヘリコプターにてその地点に訪れたが、再発見はなされなかった。
それには、いくつかの説明がなされている。1. 海底面に島が固定されていなかった。2. 降雪が次第に島を覆い見えなくした。 3. 島は多年氷の上に乗っている状態で、地球温暖化によりその層ごと溶けたことで、海底に沈んだ。もしくは、島は漂流する海氷の間に位置していたために削り取られた。 4. GPS衛星の精度は北極点に近づくほど下がるため、島を示すGPS座標自体がそもそも不正確だった。
2004年下半期にナショナルジオグラフィックより出版された世界地図（第8版）では、オーダークが地球上で最北の陸地だと明示されている。
2005年・2006年の8月、ピーター・スカフテ博士、人工衛星技師のアレン・デフォレスト、物理学者のポール・ロメンは高解像度の衛星写真を用いて、グリーンランド北部に位置する未発見の島の探索に乗り出した。
1年空けて撮影された2組の衛星写真を比較し、新しく発見された島が移動・消失せずに同じ場所に存在し続けているかを確認していく手法を取った。発見された島の1つは直径64mほどで、衛星写真からも拡大せずとも確認できる大きさであった。その島は「スカフテ島」と命名され、Webサイトにて公開された。チームまたは2005年と2006年に、調査に関する2つのレポートを発表し、デニス・シュミットは2007年のグリーンランド北端の調査の前に「スカフテ島」に関するそれらの報告を目にしていた。その後、シュミットらはその島に訪れるが、さらに北に位置する島を発見したと主張している。